# Macroregiune
O macroregiune este o subdiviziune geopolitică care cuprinde mai multe regiuni sau țări definite în mod tradițional sau politic. Sensul poate varia, numitorul comun fiind asemănarea culturală, economică, istorică sau socială, în cadrul macroregiunii respective. Termenul este adesea folosit în contextul globalizării.
- Se poate referi la diferite tipuri de grupări de state naționale în baza proximității geografice.[1]
- În ce privește România, termenul de macroregiune reprezintă o subdiviziune regională de nivel superior a statului român.
- Uneori Marea Regiune Saarland – Lorena – Luxemburg – Renania –Palatinat – Valonia - Comunitatea francofonă din Belgia⁠(en)[traduceți] – și Comunitatea germanofonă din Belgia (Marea Regiune SaarLorLux⁠(en)[traduceți]), căreia nu i s-a găsit încă un apelativ specific, este numită „macroregiunea”.
- Macroregiuni fiziografice ale Chinei⁠(en)[traduceți][2]
- Regiunile Braziliei⁠(en)[traduceți] sunt adesea denumite „macroregiuni”, pentru a evita confuzia cu noțiunea comună de „ regiune ”. [3]

## Alte utilizări
Termenul „macroregiune” poate fi folosit și în contextul regiunilor naturale⁠(en)[traduceți], precum în Slovenia .